# Melima bisetosa
Melima bisetosa är en kräftdjursart som beskrevs av Coull 1971. Melima bisetosa ingår i släktet Melima och familjen Diosaccidae. Inga underarter finns listade i Catalogue of Life.